# Grand Prix Formule 1 van Spanje 2025
De Grand Prix Formule 1 van Spanje 2025 werd verreden op 1 juni op het Circuit de Barcelona-Catalunya nabij Barcelona. Het was de negende race van het seizoen.

Vanaf de Grand Prix van Spanje worden de regels voor de voorvleugels verder aangescherpt. De vleugels moeten sterker zijn en mogen minder doorbuigen.

## Vrije trainingen

### Uitslagen
- Enkel de top vijf wordt weergegeven.

| Vrije training 1 | Pos. | Nr. | Coureur         | Constructeur               | Tijd        |
| ---------------- | ---- | --- | --------------- | -------------------------- | ----------- |
| Vrije training 1 | 1    | 4   | Lando Norris    | McLaren-Mercedes           | 1:13.718    |
| Vrije training 1 | 2    | 1   | Max Verstappen  | Red Bull Racing-Honda RBPT | 1:14.085    |
| Vrije training 1 | 3    | 44  | Lewis Hamilton  | Ferrari                    | 1:14.096    |
| Vrije training 1 | 4    | 16  | Charles Leclerc | Ferrari                    | 1:14.238    |
| Vrije training 1 | 5    | 81  | Oscar Piastri   | McLaren-Mercedes           | 1:14.294    |
| Vrije training 2 | Pos. | Nr. | Coureur         | Constructeur               | Tijd        |
| Vrije training 2 | 1    | 81  | Oscar Piastri   | McLaren-Mercedes           | 1:12.760    |
| Vrije training 2 | 2    | 63  | George Russell  | Mercedes                   | 1:13.046    |
| Vrije training 2 | 3    | 1   | Max Verstappen  | Red Bull Racing-Honda RBPT | 1:13.070 *1 |
| Vrije training 2 | 4    | 4   | Lando Norris    | McLaren-Mercedes           | 1:13.070 *1 |
| Vrije training 2 | 5    | 16  | Charles Leclerc | Ferrari                    | 1:13.260    |
| Vrije training 3 | Pos. | Nr. | Coureur         | Constructeur               | Tijd        |
| Vrije training 3 | 1    | 81  | Oscar Piastri   | McLaren-Mercedes           | 1:12.387    |
| Vrije training 3 | 2    | 4   | Lando Norris    | McLaren-Mercedes           | 1:12.913    |
| Vrije training 3 | 3    | 16  | Charles Leclerc | Ferrari                    | 1:13.130    |
| Vrije training 3 | 4    | 63  | George Russell  | Mercedes                   | 1:13.139    |
| Vrije training 3 | 5    | 1   | Max Verstappen  | Red Bull Racing-Honda RBPT | 1:13.375    |

Testcoureurs in vrije training 1:

 Ryō Hirakawa (Haas-Ferrari) reed in plaats van Esteban Ocon. Hij reed een tijd van 1:15.298 en werd daarmee zeventiende.

 Victor Martins (Williams-Mercedes) reed in plaats van Alexander Albon. Hij reed een tijd van 1:15.522 en werd daarmee negentiende.

Vrije training 2:

*1 Max Verstappen en Lando Norris reden tijdens de tweede vrije training exact dezelfde tijd. Verstappen eindigde als derde omdat hij zijn tijd eerder op de klokken zette dan Norris.

## Kwalificatie
Oscar Piastri behaalde de vierde pole position in zijn carrière.
| Pos.                   | Nr. | Coureur           | Constructeur               | Kwalificatietijden | Kwalificatietijden | Kwalificatietijden | Grid   |
| Pos.                   | Nr. | Coureur           | Constructeur               | Q1                 | Q2                 | Q3                 | Grid   |
| ---------------------- | --- | ----------------- | -------------------------- | ------------------ | ------------------ | ------------------ | ------ |
| 1                      | 81  | Oscar Piastri     | McLaren-Mercedes           | 1:12.551           | 1:11.998           | 1:11.546           | 1      |
| 2                      | 4   | Lando Norris      | McLaren-Mercedes           | 1:12.799           | 1:12.056           | 1:11.755           | 2      |
| 3                      | 1   | Max Verstappen    | Red Bull Racing-Honda RBPT | 1:12.798           | 1:12.358           | 1:11.848 *1        | 3      |
| 4                      | 63  | George Russell    | Mercedes                   | 1:12.806           | 1:12.407           | 1:11.848 *1        | 4      |
| 5                      | 44  | Lewis Hamilton    | Ferrari                    | 1:13.058           | 1:12.447           | 1:12.045           | 5      |
| 6                      | 12  | Kimi Antonelli    | Mercedes                   | 1:12.815           | 1:12.585           | 1:12.111           | 6      |
| 7                      | 16  | Charles Leclerc   | Ferrari                    | 1:13.014           | 1:12.495           | 1:12.131           | 7      |
| 8                      | 10  | Pierre Gasly      | Alpine-Renault             | 1:13.081           | 1:12.611           | 1:12.199           | 8      |
| 9                      | 6   | Isack Hadjar      | Racing Bulls-Honda RBPT    | 1:13.139           | 1:12.461           | 1:12.252           | 9      |
| 10                     | 14  | Fernando Alonso   | Aston Martin-Mercedes      | 1:13.102           | 1:12.523           | 1:12.284           | 10     |
| 11                     | 23  | Alexander Albon   | Williams-Mercedes          | 1:13.044           | 1:12.641           |                    | 11     |
| 12                     | 5   | Gabriel Bortoleto | Kick Sauber-Ferrari        | 1:13.045           | 1:12.756           |                    | 12     |
| 13                     | 30  | Liam Lawson       | Racing Bulls-Honda RBPT    | 1:13.039           | 1:12.673           |                    | 13     |
| 14                     | 18  | Lance Stroll      | Aston Martin-Mercedes      | 1:13.038           | 1:13.058           |                    | – *2   |
| 15                     | 87  | Oliver Bearman    | Haas-Ferrari               | 1:13.074           | 1:13.315           |                    | 14     |
| 16                     | 27  | Nico Hülkenberg   | Kick Sauber-Ferrari        | 1:13.190           |                    |                    | 15     |
| 17                     | 31  | Esteban Ocon      | Haas-Ferrari               | 1:13.201           |                    |                    | 16     |
| 18                     | 55  | Carlos Sainz jr.  | Williams-Mercedes          | 1:13.203           |                    |                    | 17     |
| 19                     | 43  | Franco Colapinto  | Alpine-Renault             | 1:13.334           |                    |                    | 18     |
| 20                     | 22  | Yuki Tsunoda      | Red Bull Racing-Honda RBPT | 1:13.385           |                    |                    | Pit *3 |
| Q1 107% tijd: 1:17.629 |     |                   |                            |                    |                    |                    |        |
| Bron: formula1.com     |     |                   |                            |                    |                    |                    |        |

*1 Max Verstappen en George Russell reden exact dezelfde tijd tijdens de derde kwalificatiesessie. Verstappen werd geklasseerd als derde omdat hij de tijd als eerste op de klokken zette.

*2 Lance Stroll had zich teruggetrokken voor de race door een blessure aan zijn hand en pols. De coureurs die achter hem kwalificeerden schoven allemaal een plek naar voren voor de startopstelling.

*3 Yuki Tsunoda  moest vanuit de pit starten omdat er aan zijn wagen is gewerkt onder Parc fermé condities.

## Wedstrijd
Oscar Piastri behaalde de zevende Grand Prix-overwinning in zijn carrière.
| Pos.               | Nr. | Coureur           | Constructeur               | Rondes | Tijd / Oorzaak Uitval | Grid | Punten |
| ------------------ | --- | ----------------- | -------------------------- | ------ | --------------------- | ---- | ------ |
| 1                  | 81  | Oscar Piastri     | McLaren-Mercedes           | 66     | 1:32:57.375           | 1    | 25 S   |
| 2                  | 4   | Lando Norris      | McLaren-Mercedes           | 66     | +2.471                | 2    | 18     |
| 3                  | 16  | Charles Leclerc   | Ferrari                    | 66     | +10.455               | 7    | 15     |
| 4                  | 63  | George Russell    | Mercedes                   | 66     | +11.359               | 4    | 12     |
| 5                  | 27  | Nico Hülkenberg   | Kick Sauber-Ferrari        | 66     | +13.648               | 15   | 10     |
| 6                  | 44  | Lewis Hamilton    | Ferrari                    | 66     | +15.508               | 5    | 8      |
| 7                  | 6   | Isack Hadjar      | Racing Bulls-Honda RBPT    | 66     | +16.022               | 9    | 6      |
| 8                  | 10  | Pierre Gasly      | Alpine-Renault             | 66     | +17.882               | 8    | 4      |
| 9                  | 14  | Fernando Alonso   | Aston Martin-Mercedes      | 66     | +21.564               | 10   | 2      |
| 10                 | 1   | Max Verstappen    | Red Bull Racing-Honda RBPT | 66     | +21.826 *1            | 3    | 1      |
| 11                 | 30  | Liam Lawson       | Racing Bulls-Honda RBPT    | 66     | +25.532               | 13   |        |
| 12                 | 5   | Gabriel Bortoleto | Kick Sauber-Ferrari        | 66     | +25.996               | 12   |        |
| 13                 | 22  | Yuki Tsunoda      | Red Bull Racing-Honda RBPT | 66     | +28.222               | Pit  |        |
| 14                 | 55  | Carlos Sainz jr.  | Williams-Mercedes          | 66     | +29.309               | 17   |        |
| 15                 | 43  | Franco Colapinto  | Alpine-Renault             | 66     | +31.381               | 18   |        |
| 16                 | 31  | Esteban Ocon      | Haas-Ferrari               | 66     | +32.197               | 16   |        |
| 17                 | 87  | Oliver Bearman    | Haas-Ferrari               | 66     | +37.065 *2            | 14   |        |
| DNF                | 12  | Kimi Antonelli    | Mercedes                   | 53     | Motor/Ongeluk         | 6    |        |
| DNF                | 23  | Alexander Albon   | Williams-Mercedes          | 27     | Botsingschade         | 11   |        |
| WD                 | 18  | Lance Stroll      | Aston Martin-Mercedes      | 0      | Blessure *3           | –    |        |
| Bron: formula1.com |     |                   |                            |        |                       |      |        |

S Oscar Piastri reed voor de vijfde keer in zijn carrière een snelste ronde.

*1 Max Verstappen eindigde de wedstrijd als vijfde maar kreeg na de wedstrijd een tijdstraf van 10 seconden voor het veroorzaken van een botsing met George Russell.

*2 Oliver Bearman eindigde de wedstrijd als dertiende maar kreeg na de wedstrijd een tijdstraf van 10 seconden voor het behalen van voordeel door buiten de baan te rijden.

*3 Lance Stroll had zich teruggetrokken voor de race vanwege een blessure aan zijn hand en pols.

## Tussenstanden wereldkampioenschap
Betreft tussenstanden voor het wereldkampioenschap na afloop van de race.

### Coureurs
| Pos. | Nr. | Coureur           | Constructeur               | Punten |
| ---- | --- | ----------------- | -------------------------- | ------ |
| 1    | 81  | Oscar Piastri     | McLaren-Mercedes           | 186    |
| 2    | 4   | Lando Norris      | McLaren-Mercedes           | 176    |
| 3    | 1   | Max Verstappen    | Red Bull Racing-Honda RBPT | 137    |
| 4    | 63  | George Russell    | Mercedes                   | 111    |
| 5    | 16  | Charles Leclerc   | Ferrari                    | 94     |
| 6    | 44  | Lewis Hamilton    | Ferrari                    | 71     |
| 7    | 12  | Kimi Antonelli    | Mercedes                   | 48     |
| 8    | 23  | Alexander Albon   | Williams-Mercedes          | 42     |
| 9    | 6   | Isack Hadjar      | Racing Bulls-Honda RBPT    | 21     |
| 10   | 31  | Esteban Ocon      | Haas-Ferrari               | 20     |
| 11   | 27  | Nico Hülkenberg   | Kick Sauber-Ferrari        | 16     |
| 12   | 18  | Lance Stroll      | Aston Martin-Mercedes      | 14     |
| 13   | 55  | Carlos Sainz jr.  | Williams-Mercedes          | 12     |
| 14   | 10  | Pierre Gasly      | Alpine-Renault             | 11     |
| 15   | 22  | Yuki Tsunoda      | Red Bull Racing-Honda RBPT | 10     |
| 16   | 87  | Oliver Bearman    | Haas-Ferrari               | 6      |
| 17   | 30  | Liam Lawson       | Racing Bulls-Honda RBPT    | 4      |
| 18   | 14  | Fernando Alonso   | Aston Martin-Mercedes      | 2      |
| 19   | 5   | Gabriel Bortoleto | Kick Sauber-Ferrari        | 0      |
| 20   | 7   | Jack Doohan       | Alpine-Renault             | 0      |
| 21   | 43  | Franco Colapinto  | Alpine-Renault             | 0      |

### Constructeurs
| Pos. | Constructeur               | Punten |
| ---- | -------------------------- | ------ |
| 1    | McLaren-Mercedes           | 362    |
| 2    | Ferrari                    | 165    |
| 3    | Mercedes                   | 159    |
| 4    | Red Bull Racing-Honda RBPT | 144    |
| 5    | Williams-Mercedes          | 54     |
| 6    | Racing Bulls-Honda RBPT    | 28     |
| 7    | Haas-Ferrari               | 26     |
| 8    | Kick Sauber-Ferrari        | 16     |
| 9    | Aston Martin-Mercedes      | 16     |
| 10   | Alpine-Renault             | 11     |

## Noot
- Max Verstappen was de vierde coureur die in honderd Grands Prix aan de leiding reed. Michael Schumacher, Sebastian Vettel en Lewis Hamilton zijn de andere drie coureurs die in meer dan honderd races aan de leiding hebben gereden.[8]
- Oscar Piastri behaalde voor de tweede keer een hattrick (poleposition, snelste ronde en winst).